# Duits-Pools grensverdrag
Het Duits-Poolse grensverdrag was een verdrag met betrekking tot de grens tussen Duitsland en Polen dat op 14 november 1990 - zeer snel na de Duitse hereniging - tussen deze twee landen werd gesloten.

## Achtergrond
In het Twee-plus-vier-verdrag waren iets eerder de nieuwe grenzen van het herenigde Duitsland en daarmee ook de grens tussen Duitsland en Polen definitief vastgelegd. Het Pools-Duitse grensverdrag had in het bijzonder betrekking op de Oder-Neissegrens. Beide staten beloofden hiermee elkaars soevereiniteit en territoriale grenzen te zullen respecteren.
Het grensverdrag werd in Warschau ondertekend door de Duitse en Poolse ministers van Buitenlandse Zaken, Hans-Dietrich Genscher en Krzysztof Skubiszewski. Het werd op 14 november 1990 goedgekeurd door de Poolse Sejm en op 16 januari 1991 ook door de Duitse Bondsdag. Op 16 januari 1992 werd het verdrag officieel van kracht. Op 17 juni 1991 werd nog een aanvullend verdrag gesloten, het Verdrag van de Goede Buren.

## Benamingen
In het Duits heet het Vertrag zwischen der Bundesrepublik Deutschland und der Republik Polen über die Bestätigung der zwischen ihnen bestehenden Grenze, in het Pools Traktat między Rzecząpospolitą Polską a Republiką Federalną Niemiec o potwierdzeniu istniejącej między nimi granicy.